# Idaea plumboscriptata
Idaea plumboscriptata är en fjärilsart som beskrevs av Edward Meyrick 1892. Idaea plumboscriptata ingår i släktet Idaea och familjen mätare. Inga underarter finns listade i Catalogue of Life.